# Der Lar
Der Lar ist eine Erzählung von Wilhelm Raabe, die vom November 1887 bis zum Oktober 1888 entstand und 1889 bei Westermann in Braunschweig erschien. Der Text war bereits in „Westermanns Monatsheften“ vorabgedruckt worden.
Der bettelarme Dr. Kohl junior findet mit der jungen Rosine die richtige Ehefrau, wird Familienvater und gelangt mit Unterstützung des findigen Freundes Bogislaus doch noch zu Wohlstand.

## Inhalt
Der alte Prof. Dr. Kohl kommt von der Universitätsvorlesung nach Hause und stirbt am Schreibtisch, über eine Abhandlung zum Straßburger Eidschwur Ludwigs des Deutschen gebeugt. Paul Warnefried Kohl, der Sohn des unbekannten Germanisten und Student, kommentiert den Sterbefall: „Er [der alte Herr] hat zu viel in sich hineingefressen an Ärgernis und Grimm.“ Und die Leute reden: „Die arme Witwe! Sie hat wahrhaftig das Ihrige ausgestanden mit diesem nervösen, eigensinnigen, unpraktischen, weltfremden, abstrus-gelehrten Idioten … Die Vermögensverhältnisse werden recht bedenklich sein.“ Nach dem Tode der Mutter ist der junge Kohl gegen die Versteigerung des elterlichen Nachlasses machtlos. Als die Schulden beglichen sind, bleibt ihm gar nichts mehr. Der Hauseigentümer nimmt ihm den Hausschlüssel ab. Kohl steht kurz vor Ostern auf der Straße und begegnet Fräulein Rosine Müller. Die junge Klavierlehrerin karrt ihre Habe durch die Stadt. Unterwegs begegnen beide dem Tierarzt a. D. Dr. Franz de Paula Schnarrwergk. Der alte Junggeselle – er ist der Pate des jungen Kohl – zieht zufälligerweise ebenfalls um. Beide Umzugskarren haben zu allem Überfluss auch noch ein Ziel: „Hanebuttenstraße Numero dreiunddreißig, drei Treppen hoch“. Rosine hatte zudem Schnarrwergk, diesen „gräßlichen Menschen“, wie sie zu Kohl sagt, bereits bei der seligen Mutter des Studenten kennengelernt. Die Kohls hatten sich des Fräuleins, einer Waise, zu Lebzeiten angenommen. Rosine war damals sogar die Freundin der seligen Mutter geworden.
Der junge Kohl macht sich beim Umzug nützlich. Er trägt den Lar des einzelgängerisch lebenden ehemaligen Regimentsrossarztes und 1866er-Veteranen in den dritten Stock. Der Lar, ein ausgestopfter Menschenaffe (Pithecus Satyrus), ist der Hausgott des ungeliebten Paten. Rosine weist die Annäherungen des „vierschrötigen, wohlgenährten, blonden fröhlichen jungen Germanen ohne Hausschlüssel“ zurück. Selbst der brummige Schnarrwergk nimmt sein Patenkind nicht auf. Der Obdachlose geht und erhält vom Postboten sechs Mark – das Honorar von den Münchner „Fliegenden Blättern“ für eine witzige Anekdote. Auf der Straße kommt ihm sein Freund Bogislaus Blech entgegen. Bogislaus, „der beste deutsche Bildnismaler in spe“stammt aus Landsberg an der Warthe. Die beiden armen Schlucker leisten sich von dem Geld ein Essen. Kohl kommt in dem Dachbodenverschlag des Malers unter. Das „Atelier“ des Künstlers steht beinahe leer. Bogislaus hat Stuhl und Sofa veräußert. Die Freunde führen hochtrabende Kunstgespräche. Von Platen ist die Rede.
Ebenso wie der junge Kohl wird Bogislaus von Rosine abgewiesen. Ausgerechnet unter der Ägide des „wütendsten germanistischen Gegner[s] des alten Kohl“ studiert der junge Kohl fünf Jahre Philosophie und promoviert, fällt jedoch durch das Staatsexamen. Anlässlich der Promotion erhält er von einem Anonymus, der mit Hanno zeichnet, 600 Mark. Als Dr. phil. Kohl heimkehrt, trifft er Bogislaus Blech. Der Freund kennt als Leichenphotograph neuerdings keine Geldsorgen mehr und revanchiert sich, indem er ein Essen spendiert. Im Gespräch kommt Kohl – über die Assoziationskette Hanno, Periplus, äquatoriales Afrika, Gorilla, Lar – auf den edlen Geldspender: den Paten. Der „gemütlose Licht- und Leichenkünstler“ Bogislaus setzt den Ankömmling ins Bild: Rosine wohnt immer noch neben dem alten Schnarrwergk im dritten Stock, Hanebuttenstraße 33. Blech hält dem Freund einen „Lebensrock“ hin. Dr. Kohl zieht sich diesen notgedrungen an und schreibt in der Folgezeit, anknüpfend an seinen Erfolg bei den „Fliegenden Blättern“, Leitartikel für die örtliche Presse. Bald aber wird er vom Schriftleiter unter den Strich verwiesen. Auf Dr. Kohls geistreiche Feuilletons hin kündigen fünfzig Zeitungsleser das Abonnement. Der Schriftleiter schimpft den Schuldigen eine „unqualifizierbare, taktlos-hypergenialische Druckpapier-Vogelscheuche“. Dr. Kohl wird „Ortsberichterstatter“. Die vom Konkurrenzblatt schlafen nicht. Der Chef Dr. Rodenstock treibt den erfolgreichen „Lokalberichterstatter“ von einer Mordsache zur nächsten. Während der Hatz durch die Gassen der Stadt trifft Dr. Kohl auf Rosine. Er schaut auf die Uhr und nimmt sich für seine erste Liebe fünf Minuten Zeit. Die Klavierlehrerin berichtet Erfreuliches. Die Beiträge Dr. Kohls werden vom Paten und ebenso von dem Fräulein selbst geradezu verschlungen. Der Zeitungsschreiberling kann es nicht fassen – Rosinchen behauptet, Schnarrwergk sei wie verliebt in ihn. Nun ist er fast davon überzeugt, Rosine habe die 600 Mark für den Alten auf die Post getragen. Später erweist sich die Vermutung als zutreffend. Mehr noch – es sieht so aus, als habe der Tierarzt das Patenkind mit Geld zum Doktor gemacht.
Während der fünfjährigen Abwesenheit des jungen Kohl hatten sich Schnarrwergk und Rosine als allernächste Nachbarn gefunden. Der Tierarzt a. D. hatte das Fräulein und deren lautes Pianino vor den Attacken des Volkes drunten verteidigt. Rosine musste nach dem Auftritt des Tierarztes nicht mehr – wie gewöhnlich – umziehen und ist sehr dankbar. Das ungleiche Paar unternimmt im Dauerregen einen ausgedehnten Pfingstausflug. Unterwegs graben sie „in der triefenden Wiesenpracht Orchis latifolia – die Glückshand – mit allem Wurzelwerk“ aus. Fortan sucht Rosine den Alten gelegentlich in seiner Wohnung auf und redet mit ihm. Unbeantwortbare Fragen tut Schnarrwergk mit einem „Gnrrrrrr“-Laut ab. Sonst gibt er sich umgänglich. Freundlich erzählt der ehemalige „Vieharzt“ dem Fräulein aus seinem Leben. Er hatte die Mutter des jungen Kohl geliebt. Aber diese hatte den alten Germanisten genommen. Trotzdem war er Freund der Familie geblieben, hatte mit dem Professor zwanzig Jahre Schach und mit der „alten Schachtel“ Whist gespielt. Die Lebenserinnerungen des wunderlichen Schnarrwergk an Rosines Adresse gipfeln in einem Geständnis: „Weißt du, Kind, es war ein Naturband zwischen dem greulichen Bengel [dem jungen Kohl] und mir. Ich hatte ihn, sozusagen idealisch, an Kindesstatt angenommen.“ Rosine erfährt auch, warum der Alte so freundlich zu ihr ist: „Sie [Frau Kohl] hatte in ihrer kindlichen, heitern Lebendigkeit eine gewisse Ähnlichkeit mit dir, Kind.“ Das junge Mädchen begreift nun nicht, weshalb Schnarrwergk alle Welt glauben machen möchte, er bete als Menschenverächter nur seinen Orang-Utan an. Darauf bekommt sie zur Antwort, der Tierarzt habe dem Lar die Menschenaugen seines Mäzens eingesetzt.
Als Dr. Kohl, „Berichterstatter der ersten Zeitung der Stadt“, über den Weihnachtsmarkt in der Altstadt streift, wird er von versammeltem großen Publikum angezogen. Routiniert schiebt er die Menschen beiseite. Pate Schnarrwergk hat „sich hingelegt“. Von einem leichten Schlaganfall ist die Rede. Kohl lässt den Ohnmächtigen nach Hause bringen. Rosine ist zur Stelle und jammert: Der beste, wirklichste Freund soll nicht sterben. Kohl folgt der inständigen Bitte des Fräuleins um Hilfe. So braucht er am Heiligabend der Einladung des Leichenphotographen zu einem „Vierhänder“ in der „süßen, heiligen Nacht“ nicht zu folgen. Um den Paten macht sich der Zeitungsmann überhaupt keine Sorgen. Kohl versichert Rosine, der Alte habe eine Natur wie zehn Rhinozerosse und werde sie wahrscheinlich alle beide „um zwei Menschenalter“ überleben. Am Krankenbett des Alten kommen sich Kohl und Rosine näher. Der Lar grinst dazu. Das Paar meint, der Kranke spiele den Schlafenden und lausche. Kohl und das Fräulein grüßen als Verlobte. Silvester findet Schnarrwergk die Sprache wieder und wundert sich, dass Kohl und Rosine ein Paar sind. Das neue Jahr fängt gut an. Bogislaus Blech eröffnet dem Freund, er habe das Geheimnis des ausgestopften Lars gelüftet. Der Menschenaffe sei mit „ergiebigsten, sichersten Wertpapieren“ gefüllt. Dr. Kohl muss nicht mehr nach „dummen Tagesneuigkeiten“ laufen.
Der junge Kohl kann nicht anders, neben Schnarrwergk muss er den Freund Bogislaus zum Gevatter seines ersten Sohnes Franz bitten. Frau Rosine Kohl ist einverstanden. Der Tierarzt nennt den Doktor seinen „Sohn Kohl“.

## Zitat
- „Wir werden meist durch Kleinigkeiten zu Helden, Narren, Verbrechern oder Parakleten gemacht.“[5]

## Selbstzeugnis
- Am 29. Mai 1889 an E. Sträter: „Ich hatte nach der Arbeit am ‚Odfeld‘ es nöthig, mich einmal wieder auf solche Weise gehen zu lassen.“[6]

## Form
In dieser „ganz wahren Laren- und Penaten-Geschichte“ ist der Lar alles Mögliche – Orang-Utan, Gorilla, Pavian. Auf unscharfes Erzählen wird ausdrücklich hingewiesen: „Nach einer geraumen Weile, an diesem Abend oder vielleicht an einem andern – wir können das nicht so genau bestimmen, aber es kommt auch nicht viel darauf an …“
Bedenken kennt der Erzähler überhaupt nicht. So lässt er zum Beispiel am Krankenbett Schnarrwergks Freund Hein gleichsam als Deus ex Machina erscheinen. Der Tod sieht sich als Ehestifter; er meint, indem er dem Tierarzt den „ersten Kirchhofswink“ gäbe, bringe er Rosine und Kohl zusammen: „Einen bessern Gelegenheitsmacher als mich konntet ihr euch doch wahrlich nicht wünschen. Hm, hm, und da wird man noch verschrieen als Feind alles Lebens.“
Im Vorwort wird das Happyend verraten. Frau Rosine Kohl, geborene Müller, schenkt ihrem Gatten Dr. Kohl einen Sohn. Taufpaten sind Kreistierarzt a. D. Schnarrwergk und Kohls Freund, „der schöne Bogislaus Blech“.
Treffend nennt Meyer-Krentler die zweischichtige Struktur des Lar vexierbildartig. In seinem Buch aus dem Jahr 1986 ist der Raabe-Interpret aus der offen liegenden obersten banalen Textebene in die tiefere Textschicht hinabgestiegen.

## Interpretation

### Homosexualität
Raabe spielt mit der Figur des Bogislaus Blech laut Sprengel „in diskreter, aber unmißverständlicher Weise“ auf ein Vorkommnis im Jahr 1878 an. Gemeint ist die Verhaftung seines „Freund-Feindes“ Adolf Glaser unter dem Päderastie-Vorwurf. Zwar wird Raabe in der Hinsicht nie deutlich, doch der Leser merkt schon auf, wenn „der schöne Bogislaus“ den jungen Kohl zum wiederholten Male seine „(liebe, süße, Herzens-) Puppe“ nennt. Dr. Kohl geht kein einziges Mal auf solche Annäherungsversuche ein, weist aber den Freund nicht zurück. Rosine reagiert als Ohrenzeugin ebenfalls überhaupt nicht.
Nach Meyer-Krentler ist Bogislaus Blech weit mehr als eine Nebenfigur. Bringe doch der Maler den jungen Kohl auf den Berufsweg. Raabe habe Blech nicht nur als Erben M. Solitaires gestaltet, sondern auch als Nachfahre von Platen (siehe oben unter Inhalt) und Bogumil Goltz. Wie oben gesagt – Platen spielt in den Gesprächen eine Rolle. Meyer-Krentler weist auf dessen Homosexualität hin. Die Beschreibung Blechs, des „Jünglings“ mit dem „unbärtigen Antinousgesicht“, spreche für einen Päderasten.

### Hausgötter
Im Untertitel wird „Der Lar“ als Weihnachtsgeschichte angekündigt. Doch Dr. Kohl sammelt Mordgeschichten. Der Lokalberichterstatter weist Rosine auf eine Parallele zu Poes „Mord in der Rue Morgue“ hin und ruft: „Vivat der alte Orang-Utan und Tier- und Menschenwohltäter Pate Schnarrwergk!“.
Raabe hat sich nach Meyer-Krentler beim Schreiben vom Darwinismus inspirieren lassen. Einen vergoldeten Hausgott habe auch Schopenhauer besessen – nur, die Werte (Wertpapiere) habe Schnarrwergk im Lar innerlich verborgen.

### Heimtücke
Meyer-Krentler hat ein Auge für gewisse Textstellen, die gewöhnlich beim ersten Lesen übergangen werden. So zitiert er zum Beispiel eine Stelle, in der Raabe jenes rosarote Bild, das der Leser in seinem auf Harmonie bedachten Hirn erbaut hat, zertrümmert: „...dies Frauenzimmer [Rosine] ist vielleicht im Grunde noch heimtückischer als der verruchte Greis [Schnarrwergk]!“. Mit Rosine spiele Raabe auf Christian Reuters Leipziger Zimmervermieterin Anna Rosina Müller an. Meyer-Krentler sieht Rosine als Lügnerin von Schnarrwergks Gnaden.
Meyer-Krentler nennt das Geschehen gespenstisch. Zuerst gerate Rosine und dann, in deren Schlepptau, der junge Kohl in den Bannkreis des Kannibalen Schnarrwergk. Blech allerdings erweise sich – schon vom Namen her – als ungenießbar. Hingegen Kohl und Rosine seien – wiederum zunächst von den Namen her – für den Menschenfresser ein klein wenig essbarer.

## Rezeption

### Zeitgenossen
- Wilhelm Brandes spricht am 19. Dezember 1889 in den „Blättern für literarische Unterhaltung“ von einem „flotten Wurfe der Sprache“.[30]
- Der „Braunschweiger Stadtanzeiger“ bescheinigt Raabe am 24. Dezember 1889 „poetische Tiefe und sonnigen Humor“.[31]
- Moritz Necker findet 1890 in den „Grenzboten“ die Darstellung als das Eigenartigste an dem Text.[32]

### Neuere Äußerungen
- Johannes Mißlack äußert 1920: „Für prüde Gemüter ist der Lar nicht geschrieben, denn es herrscht oft ein recht rauher Ton, besonders in den Gesprächen zwischen Kohl und Blech.“[33]
- Oppermann[34] möchte die Erzählung als Intermezzo zwischen Odfeld und Stopfkuchen sehen und verweist ansonsten lapidar auf Karl Hoppes Arbeit „Der Lar. Eine Humoreske mit ethischem Anspruch“ aus dem Jahr 1967.[35][36]
- Sprengel[37] weist auf Relationen in dieser „Literatursatire“ hin: Hinter der Figur des jungen Dr. Kohl verstecke sich vermutlich Wilhelm Raabe. Bei Kohls Freund Bogislaus Blech denkt Sprengel an den Verlagsmitarbeiter Adolf Glaser. Und mit dem Oberredakteur Rodenstock könnte Julius Rodenberg (Deutsche Rundschau) gemeint sein.
- In die Figur des jungen Kohl habe Raabe auch eigene Erfahrungen im Umgang mit Zeitungsredakteuren eingebracht. Mit der Darstellung des „ungleichen Paares“ Rosine und Schnarrwergk sei Raabe ein „genießbares“ Werk gelungen.[38]
- Bei Meyen[39] finden sich noch Hinweise auf weiterführende Arbeiten (Wilhelm Bachmann (1921), Wilhelm Fehse (1937) und Edgar Hampe (1949)).

### Textausgaben
Erstausgabe
- Wilhelm Raabe: Der Lar. Eine Oster-, Pfingst-. Weihnachts- und Neujahrsgeschichte. Georg Westermann, Braunschweig 1889, 255 Seiten.

Verwendete Ausgabe
- Der Lar. Eine Oster-, Pfingst-. Weihnachts- und Neujahrsgeschichte. S. 221–395 mit einem Anhang, verfasst von Karl Hoppe, S. 447–480 (Nachträge S. 486–488, verfasst von Eberhard Rohse), in: Karl Hoppe (Bearb.), Hans Oppermann (Bearb.): Wilhelm Raabe: Das Odfeld. Der Lar. (2. Aufl. besorgt von Eberhard Rohse) Vandenhoeck & Ruprecht, Göttingen 1981. Bd. 17 in Karl Hoppe (Hrsg.), Jost Schillemeit (Hrsg.), Hans Oppermann (Hrsg.), Kurt Schreinert (Hrsg.): Wilhelm Raabe. Sämtliche Werke. Braunschweiger Ausgabe. 24 Bde., ISBN 3-525-20135-4[40]

Ausgaben
- Wilhelm Raabe: Der Lar. Eine Oster-, Pfingst-. Weihnachts- und Neujahrsgeschichte.
  - 255 Seiten. Georg Westermann, Braunschweig 1890 (2. Aufl.). Leinen, Marmorschnitt
  - 224 Seiten. Otto Janke, Berlin 1903 (3. Aufl.). Fraktur
  - 187 Seiten. Verlagsanstalt Hermann Klemm, Berlin-Grunewald 1916 (4. Aufl.) (siehe auch: 1919 (Einmalige Ausgabe fürs Feld (zusammen mit „Die Akten des Vogelsangs“)), 1935 (7. Aufl.), 1943 (8. Aufl.)[41])

### Sekundärliteratur
- Edgar Hampe: Die Symbolik in Rabes „Lar“. Mitteilungen der Gesellschaft der Freunde Wilhelm Raabes. 27 (1937), S. 77–86
- Hans Oppermann: Wilhelm Raabe. Rowohlt, Reinbek 1970 (Aufl. 1988), ISBN 3-499-50165-1 (rowohlts monographien)
- Fritz Meyen: Wilhelm Raabe. Bibliographie. Vandenhoeck & Ruprecht, Göttingen 1973 (2. Aufl.). Ergänzungsbd. 1, ISBN 3-525-20144-3, 438 Seiten. In: Karl Hoppe (Hrsg.): Wilhelm Raabe. Sämtliche Werke. Braunschweiger Ausgabe. 24 Bde.
- Eckhardt Meyer-Krentler: „Unterm Strich“. Literarischer Markt, Trivialität und Romankunst in Raabes „Der Lar“. Ferdinand Schöningh, Paderborn 1986, ISBN 3-506-78458-7, 116 Seiten.
- Eberhard Rohse: „Transzendentale Menschenkunde“ im Zeichen des Affen. Raabes literarische Antworten auf die Darwinismusdebatte des 19. Jahrhunderts. In: Jahrbuch der Raabe-Gesellschaft 1988, S. 168–210, bes. S. 200–206, ISSN 0075-2371
- Cecilia von Studnitz: Wilhelm Raabe. Schriftsteller. Eine Biographie. Droste Verlag, Düsseldorf 1989, ISBN 3-7700-0778-6
- Peter Sprengel: Geschichte der deutschsprachigen Literatur 1870–1900. Von der Reichsgründung bis zur Jahrhundertwende. C. H. Beck, München 1998, ISBN 3-406-44104-1
- Eberhard Rohse: Wie Raabe den Tod gebildet. Zur Ikonographie von Zeitlichkeit und Tod in späten Texten und Zeichnungen Wilhelm Raabes. In: Herbert Blume (Hrsg.): Von Wilhelm Raabe und anderen. Vorträge aus dem Braunschweiger Raabe-Haus. Verlag für Regionalgeschichte, Bielefeld 2001, ISBN 3-89534-354-4 (= Braunschweiger Beiträge zur deutschen Sprache und Literatur, Bd. 5), S. 191–239, hier S. 228–231
- Alexandra Tischel: Affen wie wir. Was die Literatur über unsere nächsten Verwandten erzählt. J. B. Metzler, Stuttgart 2018, ISBN 978-3-476-04598-0, S. 60–73.